# Campionati canadesi di sci alpino 1979
Ai Campionati canadesi di sci alpino 1979 furono assegnati i titoli di discesa libera, slalom gigante, slalom speciale e combinata, sia maschili sia femminili.

## Risultati

### Uomini

#### Discesa libera
| Pos. | Atleta     | Nazione |
| ---- | ---------- | ------- |
| 1    | Ken Read   | Canada  |
| 2    | ?          | ?       |
| 3    | Dave Irwin | Canada  |

#### Slalom gigante
| Pos. | Atleta      | Nazione |
| ---- | ----------- | ------- |
| 1    | Peter Monod | Canada  |
| 2    | ?           | ?       |
| 3    | ?           | ?       |

#### Slalom speciale
| Pos. | Atleta         | Nazione |
| ---- | -------------- | ------- |
| 1    | Raymond Pratte | Canada  |
| 2    | ?              | ?       |
| 3    | ?              | ?       |

#### Combinata
| Pos. | Atleta      | Nazione |
| ---- | ----------- | ------- |
| 1    | Dave Murray | Canada  |
| 2    | ?           | ?       |
| 3    | ?           | ?       |

### Donne

#### Discesa libera
| Pos. | Atleta      | Nazione |
| ---- | ----------- | ------- |
| 1    | Loni Klettl | Canada  |
| 2    | ?           | ?       |
| 3    | ?           | ?       |

#### Slalom gigante
| Pos. | Atleta          | Nazione |
| ---- | --------------- | ------- |
| 1    | Judy Richardson | Canada  |
| 2    | ?               | ?       |
| 3    | ?               | ?       |

#### Slalom speciale
| Pos. | Atleta         | Nazione |
| ---- | -------------- | ------- |
| 1    | Betsy Clifford | Canada  |
| 2    | ?              | ?       |
| 3    | ?              | ?       |

#### Combinata
| Pos. | Atleta          | Nazione |
| ---- | --------------- | ------- |
| 1    | Judy Richardson | Canada  |
| 2    | ?               | ?       |
| 3    | ?               | ?       |